# Théorie de l'état stationnaire
Pour les articles homonymes, voir Stationnaire.
La théorie de l'état stationnaire est un modèle cosmologique proposé à la fin des années 1940 par Fred Hoyle, Thomas Gold et Hermann Bondi, supposant que l'Univers est éternel et immuable. Aujourd'hui, ce modèle est abandonné du fait de son incapacité à rendre compte de très nombreuses observations.

## Principe
Ce modèle est basé sur l'idée que l'univers obéit au principe cosmologique parfait : non seulement il est homogène et isotrope, et par suite identique à lui-même en tout point de l'espace à une époque donnée (il obéit donc au principe cosmologique), mais en plus il est identique à ce qu'il est aujourd'hui à toutes les époques. L'Univers actuel étant en expansion, sa densité de matière décroît avec le temps. Pour compenser cet effet, la théorie de l'état stationnaire suppose l'existence d'un phénomène de création continue de matière, à l'aide d'un champ appelé champ C (« C » pour « création »). Le terme de création continue est parfois utilisé en lieu et place de la théorie de l'état stationnaire (cette création continue serait très faible – de l'ordre d'une particule de la masse du proton par litre et par milliard d'années –, donc compatible avec l'observation ).

## Conséquences
Dans la théorie de l'état stationnaire, l'Univers est donc éternel et immuable. Il ne peut y avoir d'incohérence entre l'âge de l'univers déduit de la valeur de la constante de Hubble, et l'âge de tel ou tel objet astrophysique comme cela avait été le cas dans le courant des années 1940, où l'estimation de l'âge de l'Univers dans un modèle de type Big Bang lui conférait un âge inférieur à celui de la Terre, estimé par des méthodes de datation radiométrique. Le problème venait du fait que l'âge de l'Univers, déduit de la valeur de la constante de Hubble, était très sous-estimé car cette dernière était très largement surestimée.
La théorie de l'état stationnaire prédit l'absence de phase dense et chaude dans l'univers primordial, en opposition au modèle du  Big Bang. La découverte du fond diffus cosmologique et en particulier de sa forme de corps noir, conséquence naturelle du Big Bang, a signé la fin de la théorie de l'état stationnaire comme modèle pertinent pouvant décrire l'univers observable. De très nombreux autres effets ont également contredit la théorie de l'état stationnaire : 
- La mesure explicite de la température du fond diffus cosmologique à des époques plus reculées. Dans la théorie de l'état stationnaire, même s'il existe un rayonnement possédant les mêmes propriétés que le fond diffus cosmologique, celui-ci doit avoir la même température à toutes les époques.
- L'évolution de la répartition spatiale et de la morphologie des galaxies. De tels effets doivent être absents dans la théorie de l'état stationnaire.
- L'évolution du taux de formation d'étoiles au sein des galaxies.

La théorie de l'état stationnaire échoue également à rendre compte de l'abondance des différents atomes dans l'univers, en particulier de l'abondance d'hélium.

## Variante
La découverte de l'accélération de l'expansion de l'univers a incité les derniers tenants de l'hypothèse de l'état stationnaire, comme Jayant Narlikar, à proposer un modèle légèrement différent : la théorie de l'état quasi stationnaire. Ce modèle échoue à décrire l'ensemble des observations cosmologiques, en particulier la structure des anisotropies du fond diffus cosmologique, et ne fait pas partie des modèles cosmologiques privilégiés par la grande majorité des cosmologistes.